# Kanzelparagraph

Le Kanzelparagraph (paragraphe de la chaire) était une directive en droit allemand, en vigueur de 1871 à 1953, qui interdisait aux religieux de prendre des positions politiques dans le cadre de leur fonction sous peine d'emprisonnement pour une durée allant jusqu'à 2 ans. 

## Histoire

### Empire allemand
Pendant la période du Kulturkampf, le chancelier allemand Otto von Bismarck décida de réprimer les intellectuels commentant l'actualité politique. Le « mauvais usage de chaire » fut interdit le 10 décembre 1871 dans le paragraphe § 130a du code pénal. Précisément l'article déclare :
« Un ecclésiastique ou un autre religieux, qui dans l'exercice de ses fonctions ou à l'occasion de l'exercice de ses fonctions se trouvant devant à une foule de gens, ou dans une église, ou dans tous autres rassemblements religieux et qui mettrait en péril l'ordre public sous la forme de déclarations ou de discussions au sujet des affaires de l'État, serait mis en détention ou emprisonné pour une durée allant jusqu'à 2 ans. »
Un annexe fut ajouté le 26 février 1876 au sujet des écrits : 
« La même sanction porte également sur les ecclésiastiques ou autres religieux qui dans l'exercice de leurs fonctions ou à l'occasion de l'exercice de ses fonctions sortiraient ou diffuseraient des écrits dans lesquels l'ordre public serait mis en danger sous la forme de déclarations ou de discussions au sujet des affaires de l'État. »
Ces articles étaient motivés par une volonté politique de sanctionner les ecclésiastiques catholiques et en particulier Mieczysław Halka Ledóchowski, l'archevêque de Posen. Il fut condamné à la peine maximale.

### Troisième Reich
Durant la période nazie, le pasteur Martin Niemöller et beaucoup d'autres ecclésiastiques de l'Église confessante ont été poursuivis sous l'égide de cette disposition pénale. Mais également des aumôniers catholiques comme Rupert Mayer furent condamnés en vertu du paragraphe. Arrêté plusieurs fois, ses critiques vis-à-vis du régime lui valurent d'être interdit de chaire et il a été détenu à l'abbaye d'Ettal jusqu'en 1945. En juin 1939, Mayer avait déclaré par écrit à la Gestapo :

« Je déclare que dans le cas où je serais remis en liberté et malgré l'interdiction de prêche prononcée contre moi, je continuerais à prêcher comme avant en accord avec mes convictions personnelles. Je continuerais dans la forme et dans le fond à prêcher de la même manière, même si l'administration, la police et les tribunaux devaient déclarer mon prêche comme condamnable et de mauvais usage de la chaire,. »

Le 22 mai 1942, le prêtre catholique Bernhard Lichtenberg est condamné à deux ans de prison par un Sondergericht pour mauvais usage de chaire et traîtrise, pour avoir prié en public en faveur des juifs et des prisonniers des camps de concentration : 

« Dans les maisons berlinoises était répandu un tract anonyme haineux contre les juifs. Il y était écrit que tout Allemand, qui par vaine et fausse sentimentalité envers les juifs, leur apporterait son soutien, sous quelle forme que ce soit, ou leur serait amical, serait un traître contre son peuple. Ne vous laissez pas déconcerter par cette mentalité anti-chrétienne, rappelez-vous des paroles de Jésus Christ : Aime ton prochain comme toi-même,! »

Lichtenberg meurt le 5 novembre 1943 au cours de son transfert au camp de concentration de Dachau.

### République fédérale d'Allemagne
Dans la République fédérale d'Allemagne le paragraphe est retiré à la suite de la troisième réforme du code pénal du 4 août 1953.